# My World (Secret Affair)
My World è un singolo del gruppo musicale inglese Secret Affair, pubblicato nel 1980 dalla I-Spy Records.

## Il disco
È il primo singolo estratto dal secondo album musicale Behind Closed Doors, e venne pubblicato il 21 febbraio del 1980.
My World entra nella UK Single Chart l'8 marzo dove rimarrà per 10 settimane, raggiungendo anche il sedicesimo posto in classifica il 12 aprile.
Come Lato B venne scelto So Cool, un brano in stile northern soul, a sottolineare lo stretto legame tra la band e la cultura mod.

## Tracce
Lato A:
1. My World

Lato B:
1. So cool

## Videoclip
Il videoclip che accompagna la canzone è stato realizzato da Steve Barron, e ritrae la band in varie situazioni.

## Formazione
- Ian Page - cantante
- Dave Cairns - chitarra
- Dennis Smith - basso
- Seb Shelton - batteria
- Dave Winthrop - sassofonista